# Альберт Богемский
Альберт Богемский — немецкий католический священнослужитель XII—XIII веков.
Альберт Богемский в 1212 году был кафедральным каноником в городе Пассау, около 1227 года был назначен лорхским архидиаконом, в 1246 году пассауским деканом.
Альберт Богемский был известен среди современников, как непримиримый агитатор в борьбе пап римских Григория IX и Иннокентия IV против императоров Фридриха II и его сына Конрада IV.
Его отчасти сохранившиеся в подлиннике книги посланий (изданные Гефлером в 16-м томе «Библиотеки Штутгартского литературного общества») дают возможность познакомиться с его обширною, искусною, но неразборчивою в средствах деятельностью.
Согласно баварскому хронисту Герману Альтахскому, Альберт Богемский умер насильственной смертью в городе Пассау в 1258 году.